# Марк Тулий Тукций Цериал
Марк Тулий Тукций Цериал (на латински: Marcus Tullius Cerialis; † 100 г.) е политик и сенатор на Римската империя през 1 век.
Произлиза от фамилията Тулии. През 90 г. той е суфектконсул заедно с Гней Помпей Катулин. През 99 и 100 г. води в Сената процес за корупция против Марий Приск, който е изгонен от Италия.